# Juan Ramón Marrero
Juan Ramón Marrero Prats, (nacido el 2 de febrero de 1963 en Las Palmas de Gran Canaria, Islas Canarias) es un exjugador de baloncesto español. Con 1.92 de estatura, su puesto natural en la cancha era el de escolta. 

## Trayectoria
- Cantera Real Madrid
- Atlético de Madrid (1983-1984)
- CB Collado Villalba (1984-1990)
- Club Baloncesto Gran Canaria (1990-1993)
- Oximesa Granada (1992-1993)
- Caleta de Fuste Fuerteventura (1993-1994)
- Club Baloncesto Gran Canaria (1994-1995)